# Nuculana confusa
Nuculana confusa is een tweekleppigensoort uit de familie van de Nuculanidae. De wetenschappelijke naam van de soort is voor het eerst geldig gepubliceerd in 1860 door Hanley in Sowerby II.